# حمزة بن علي الزوزني
حمزة بن علي بن أحمد الزَّوزَني لقبه الهادي أو هادي المستجيبين (نحو 985 - 1041 م) داعية ومتكلِّم إسماعيلي، من كبار الباطنية. من مؤسِّسي مذهب الموحِّدين الدُّروز، وواضعي أُسُسِه وعقائده ونصوصه.

## سيرته
وُلد حمزة بن علي بن أحمد الفارسي الزَّوزَني في زَوْزَن من خُراسان، عام 985م. كان قزَّازًا أو لبَّادًا، وتأدَّب بالعربية.   
ثم قدِمَ إلى مصر، وأقام في القاهرة نحو سنة 405 هـ، واتصل برجال الدعوة السرِّية من شيعة الخليفة الفاطمي العُبَيدي الحاكم بأمر الله، فأصبح من أركانها. نادى بالتقَمُّص والحُلول (حلول اللاهوت في الناسوت) مع محمد بن إسماعيلَ الدُّرْزي، وأظهر الدعوةَ بألوهية الحاكم وأن الإلهَ حلَّ فيه، نحو سنة 408 هـ، وأنه هو رسوله. فأقرَّه الحاكم ولقَّبه بـ "رسول الله"، وجعله "داعي الدعاة".  
لمَّا قُتِلَ الحاكم وحلَّ محلَّه ابنُه الظاهر لإعزاز دين الله، سنة 411 هـ، غادر حمزةُ مصر إلى الشام ولحقَ به بعض أتباعه، ونشر فيها مذهبَه، فعُرِفَ أتباعُه بالدروز، ويتَسَمَّونَ بالموحِّدين أيضًا. واستقرّ أكثرهم في المقاطعة التي سُمِّيت بعد ذلك (جبل الدُّروز) في سورية. وسُمُّوا بالدُّروز نسبةً إلى محمد بن إسماعيلَ الدُّرْزي، وكان خرج عليهم وعلى الحاكم الفاطمي، وإنما انتسبوا إليه تقيَّة حين طورِدوا. 
يُعَدُّ حمزة هذا قائِمَ الزمان، وآخِرَ من حلَّ فيه العقلُ الإلهيُّ، وهو الواضِعُ لأركان الدين عندهم.

### أسماؤه
حمزة عند الدروز أولُ (الحدود الخمسة) المعصومين، ويُكَنُّون عنه بـ (العَقْل)، وله أسماءٌ أو صفاتٌ كثيرة في كتب الدين عند الدروز، منها:
(السابق الحقيقي) و(ذو مصَّة) و(الإرادة) و(العقل الكلِّي) و(قائم الزمان) و(الإمام) و(الآمر) و(الآية الكبرى) و(آية التوحيد) و(آية الكشف) و(آية الحقيقة) و(آدم الصفا) و(آدم الكلِّي).

## كتبه ورسائله
له رسائلُ في مذهبهم والدعوة إلى الحاكم والردِّ على مخالفيهم، منها:
1. "النقط والدوائر" وهو من كتب الدروز الدينية.[5]
2. "الدامغة" في الردِّ على الفاسق النصيري.
3. "الرضى والتسليم" وفيها ذكر الدرزي محمد بن إسماعيل وعصيانه.
4. "التنزيه" لإظهار تنزيه الإله عن كلِّ وصف وإدراك، وقد شُرحت في مجلَّدات، وفيها ذِكر وزراء الدين ومضادِّيهم (أبالستهم) الخمسة.
5. "رسالة النساء" الكبيرة.
6. "الصبحة الكائنة".
7. "نسخة سجلِّ المُجْتَبى".
8. "تقليد الرضى سفير القدرة".
9. "تقليد المقتنى".
10. "مكاتبة أهل الكدية البيضاء".
11. "أنصنا".
12. "شرط الإمام صاحب الكشف".
13. "التحذير والتنبيه".
14. "البلاغ والنهاية".
15. "سبب الأسباب، والكنز لمن أيقن واستجاب"، هي مؤرَّخة في 409 هـ.
16. "رسائل حمزة بن علي" مخطوط في دار الكتب المصرية.
17. "قائم الزمان".

قال الزِّرِكْلي: والظاهر أن حمزة لم يكتب شيئًا بعد رحيله إلى الشام، وانقطاع ما كان من الصِّلة بينه وبين شيعة الحاكم في مصر.

## وفاته
توفي حمزة بن علي الزوزني عام 433 هـ/ 1041 م.